# ŽESNAD.CZ
Sdružení železničních nákladních dopravců ŽESNAD CZ, z.s., zkráceně ŽESNAD.CZ, je spolek sdružující nákladní železniční dopravce v České republice. V roce 2021 mělo sdružení 31 členů, kteří reprezentovali 92 % trhu nákladní železniční dopravy v ČR. Cílem spolku je rozvoj nákladní železniční dopravy v Česku. Jedná se o protiváhu sdružení silničních dopravců Česmad Bohemia.

## Historie
Zřízení tohoto sdružení bylo dohodnuto 29. března 2016 byl na schůzce v Praze-Uhříněvsi. Ustavující schůze pak proběhla 19. května 2016 v Čestlicích. Šlo o důsledek situace, kdy neexistovala žádná organizace, která by hájila zájmy železničních dopravců. V okamžiku vzniku v roce 2016 společnost zastupovala - s výjimkou firmy SD – Kolejová doprava - desítku největších nákladních železničních dopravců v Česku, kteří měli společně podíl na trhu přes 90 %. Do čela sdružení se postavil zástupce firmy METRANS Rail Jiří Samek. Od května 2017 byl na pozici prezidenta delegován společností METRANS Rail Martin Hořínek.

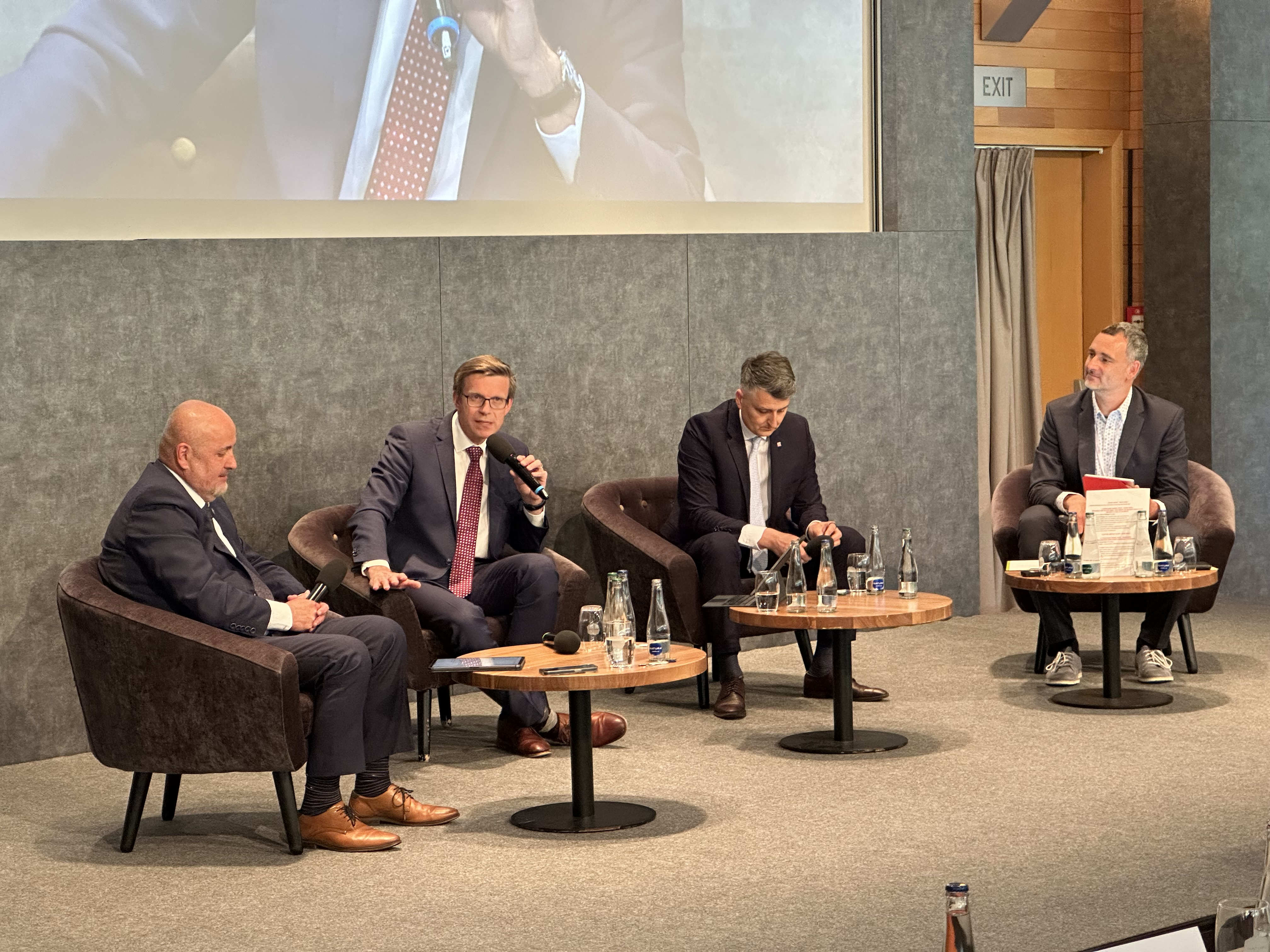
Diskuse na železniční nákladní dopravy ŽESNAD.CZ 2025, zleva: prezident ŽESNAD Martin Hořínek, ministr dopravy Martin Kupka, generální ředitel Správy železnic Jiří Svoboda a moderátor Ondřej Kubala

Zakládajícími členy sdružení byly tyto společnosti:
- Metrans Rail
- RM Lines
- Unipetrol Doprava
- Rail Cargo Carrier - Czech Republic
- LTE Logistik a Transport Czechia
- Advanced World Transport
- EP Cargo
- IDS Cargo
- ČD Cargo

## Členové sdružení
- BF Logistics
- Cargo Motion
- CER Slovakia
- City Rail
- CZ Logistics
- ČD Cargo
- DB Cargo Czechia
- EP Cargo
- HSL Logistik
- IDS CARGO
- Kladenská dopravní a strojní
- Lokorail
- LokoTrain
- LTE Czechia
- METRANS Rail
- Ostravská dopravní společnost - Cargo
- PKP Cargo International
- Prvá Slovenská železničná
- PUŠ
- Rail Cargo Carrier - Czech Republic
- Retrack Slovakia
- RM Lines
- SD – Kolejová doprava
- S-Rail CZ
- Transportservis
- Trans Rapid
- Orlen Unipetrol Doprava
- Vítkovická doprava

## Činnost sdružení
Sdružení chce hájit společné zájmy nákladních železničních dopravců na liberalizovaném železničním trhu v České republice, prosazuje požadavky svých členů zejména vůči Správě železnic např. ve věci způsobu zpoplatnění přístupu na železniční infrastrukturu nebo koordinace výluk. Jedná ale také s Drážním úřadem, Ministerstvem dopravy a své připomínky vůči Evropské unii podává prostřednictvím sdružení ERFA. Vyslovuje se rovněž k připravovaným přestavbě stávající a výstavbě nové železniční infrastruktury. Takto se například vyslovilo proti odsunu hlavního nádraží v Brně do polohy „Řeka“, což by způsobilo kapacitní problémy v nákladní dopravě. Svou činnost vyvíjí i v oblasti železniční legislativy, kde považuje za jeden ze svých cílů zpracování nového, moderního zákona o dráhách.
Cílem fungování ŽESNAD.CZ je následný profit jeho členů. Za největší problém pro železniční nákladní dopravce v ČR považuje ŽESNAD.CZ nedostatečnou kapacitu železniční dopravní cesty v některých traťových úsecích a železničních uzlech. Sdružení se zasazuje za konkrétní parametry, které by měly železniční tratě splňovat. Jedná se o možnost nerušeného provozu nákladních vlaků i v denní době, o takové parametry železničních stanic, aby byly vhodné pro odstavování, předjíždění, eventuálně křižování vlaků o délkách až 740 m (užitečná délka kolejí ve stanicích cca 800 m). Dále sdružení kritizuje výluky, které mají často pro nákladní dopravce výrazně omezující charakter. Sdružení kritizuje, že plánování a dimenzování nových investic na české železniční infrastruktuře vychází ze současných statistik a pomíjí představy Evropské unie, podle které má být do roku 2030 převedeno 30 % silniční nákladní přepravy nad 300 km na jiné druhy dopravy.